# 劉易斯島 (南極洲)
64°36′S 62°23′W / 64.600°S 62.383°W
劉易斯島（英語：Louise Island）是南極洲的島嶼，位於葛拉漢地西部，長1公里，處於艾瑪島以西1.6公里，在1897至1899年間由比利時的探險隊繪入地圖，以該國海軍上尉命名。